# Plastophora romphaea
Plastophora romphaea är en tvåvingeart som beskrevs av Schmitz 1947. Plastophora romphaea ingår i släktet Plastophora och familjen puckelflugor. Inga underarter finns listade i Catalogue of Life.